# Springdale (comté de Lexington, Caroline du Sud)
Pour les articles homonymes, voir Springdale.
Springdale est une ville située dans le comté de Lexington, dans l’État de Caroline du Sud, aux États-Unis. Lors du recensement de 2020, elle comptait 2 744 habitants.